# Vicente de la Mata (filho)
Vicente de la Mata (Rosario, 2 de julho de 1944 – Rosario, 21 de novembro de 2024) foi um futebolista argentino.

## Origens
Seu pai, igualmente chamado Vicente de la Mata, foi um histórico nome do Independiente e da Seleção Argentina. O De la Mata filho, ao contrário do pai (um atacante), atuou mais recuado, como volante. Mas, assim como ele, debutou bastante jovem, ainda com 17 anos, em 1961, e também se tornou grande figura do Rojo. Começou a carreira já ali e repetiu o feito paterno, conquistando três títulos argentinos e em menos tempo de clube: foram nove anos defendendo o lado vermelho de Avellaneda, contra os treze do pai.
Para diferencia-los, o filho costumava ser chamado de Vicentito ou de Capotito, diminutivo do apelido El Capote com o qual o pai era conhecido. Em 2019, as carreiras dele e de seu pai renderam o livro Los De la Mata – Pasión por el Fútbol, de autoria de Alicia Fernández e Julio Rodríguez. Vicentito idolatrava o pai a ponto de sentir a própria carreira como menor, relutando em vê-la ser igualmente contada no livro, e interessava-se mais por ver a história ser contada em uma publicação do que propriamente por algum lucro financeiro da obra.
Após parar de jogar, o filho optou por afastar-se totalmente do futebol. Com o auxílio de Julio Grondona, obteve trabalho nos portos nacionais, através do qual se aposentou. Como galã, também trabalhava em paralelo como modelo para Ante Garmaz. Diferentemente do pai, cuja carreira se dera em tempos menos lucrativos do futebol, a ponto de não ter feito fortuna e residir em pensões, Vicentito pôde obter patrimônio financeiro suficiente para comprar uma casa aos pais em Rosario (próxima ao estádio do Central Córdoba, clube rosarino associado à família) e outra a si em Buenos Aires.
O pai falecera em 1980  e Vicente filho morreu em 21 de novembro de 2024, aos oitenta anos.

## Carreira em clubes

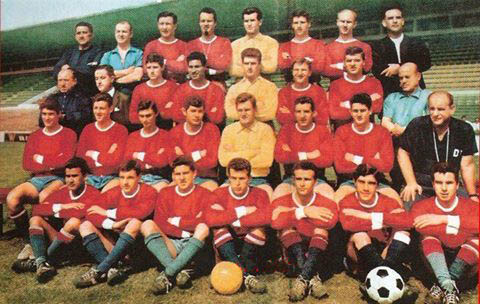
Independiente campeão argentino de 1963. De la Mata é o jogador mais à esquerda na segunda fila superior.

De la Mata ingressou aos 14 anos nas categorias de base do do Independiente. Estreou pelo time adulto do Independiente em 1961, ainda com apenas 17 anos de idade. Realizou somente uma partida no campeonato argentino daquele ano, na 28ª rodada, escalado como titular pelo treinador Osvaldo Brandão na vitória de 1–0 sobre o Estudiantes de La Plata. Tornou-se ali o primeiro filho de ex-jogador do clube a defendê-lo no futebol adulto. Curiosamente, o segundo (em 1965, em um único jogo) também possuía o mesmo nome do pai, Antonio Sastre, o qual fora colega do próprio pai de Vicentito.
Na temporada de 1962, De la Mata não chegou a ser utilizado. Ainda assim, sua partida de 1961 também fez ele ser por décadas o mais jovem a estrear na equipe adulta do Independiente. Seus 17 anos, quatro meses e vinte dias foram superados pela primeira vez apenas em 1982, pelos 17 anos, três meses e 26 dias de José Percudani. O recorde é desde 2003 uma marca de Sergio Agüero, que possuía 15 anos, um mês e três dias ao debutar.
No campeonato argentino de 1963, na qual o Independiente terminou campeão, De la Mata participou de duas partidas, na 12ª rodada (1–1 com o Argentinos Juniors) e na 13ª, na qual concedeu assistência ao triunfo de 1–0 como visitante do San Lorenzo. O treinador nessas ocasiões ainda era Armando Renganeschi, vindo De la Mata a começar a se alternar mais vezes com os titulares após a chegada do sucessor, Manuel Giúdice. Até então, embora já houvesse estreado na equipe principal, ainda integrava as categorias juvenis, cujos jogadores recebiam mais oportunidades de Giúdice em comparação aos antecessores deste.
No ano de 1964, De la Mata foi utilizado por sete vezes no campeonato argentino, integrando também o plantel que venceu a Libertadores daquele ano, embora não chegasse a ser utilizado; prejudicado pelos ligamentos rompidos no joelho. Também não integrou as partidas válidas pelo Mundial Interclubes de 1964. Seu momento de maior brilho deu-se em 1965, quando recuperou-se da lesão nos ligamentos do joelho direito que o privaram de atuações regulares no ano anterior.
No título da Taça Libertadores da América de 1965, o Independiente derrotou o favorito Peñarol (então o maior vencedor do torneio), depois de uma vitória para cada lado. De la Mata chegou a marcar um gol na derrota em Montevidéu e foi eleito o melhor em campo no terceiro e último jogo (vitória de 4–1, em 16 de abril de 1965), mesmo utilizado apenas no primeiro tempo, saindo após nova lesão. Pela atuação, recebeu nota 10 da revista El Gráfico: "foi tão grande o baile que demos que Gonçalves e Forlán queriam me matar. Era tão magrinho e veloz que os driblei pelos lentos que eram. Não me podiam agarrar. Finalmente, Ernesto Ledesma me rompeu os ligamentos e me tirou do jogo", contou em 2022.
A conquista o Independiente igualar-se justamente com os aurinegros e o Santos de Pelé como os maiores vencedores da competição - cada um havia conquistado dois títulos nos seis disputados até então. Meses depois, em julho de 1965, De la Mata estreou pela Seleção Argentina e, em setembro, participou do jogo de ida do Mundial Interclubes de 1965. Porém, o seus reiterados problemas nos joelhos se tornariam crônicos e comprometeriam o restante da carreira, utilizado em oito partidas do campeonato argentino de 1965 (no qual o clube chegou a ser treinado por seu pai, entre outubro e dezembro, sem que isso evitasse que o filho só atuasse até julho pela liga argentina) e sete em 1966.
Em 1967, no qual o calendário argentino começou a ser dividido entre o Torneio Metropolitano e o Torneio Nacional, De la Mata esteve em nove partidas do Metropolitano; no Nacional, jogou cinco vezes e marcou um gol. Novamente treinado pelo brasileiro Osvaldo Brandão, o Independiente foi campeão do Nacional de 1967, em título festejado de modo especial, pelo recorde de aproveitamento até então na era profissional (87%) e pela reta final permeada de triunfos contra os outros grandes do futebol argentino. A rodada final foi precisamente um Clássico de Avellaneda vencido sobre o Racing recém-campeão mundial de 1967, chegando a haver na Doble Visera homenagens solenes ao rival antes de vencê-lo por 4–0.
Em 1968, De la Mata jogou quatorze partidas o Metropolitano e quinze (marcando dois gols) no Nacional. 
Em 1969, De la Mata jogava todas as partidas do Metropolitano até a 18ª rodada, quando retirou-se lesionado por uma contratura muscular em meio ao triunfo de 4–1 sobre o Colón; acabou não mais utilizado pelo restante do ano.
Em 1970, Vicentito reapareceu já na rodada de estreia de novo Metropolitano. Jogou doze partidas e marcou dois gols na campanha campeã, em outro título recordado por se garantir em pleno duelo contra o rival Racing. Fora de casa, o Rojo obteve nos minutos finais um triunfo de virada por 3–2, resultado que lhe permitiu superar nos critérios de desempate o concorrente River Plate. Titular naquela partida, De la Mata chegou a teorizar que ela marcou um ponto de inflexão no clássico de Avellaneda; o rival, que ainda possuía mais vitórias no dérbi, em breve viu a vantagem ser conquistada pelo Independiente.
De la Mata acertou sua saída do clube após aquele duelo histórico, rumando ao exterior (por orientação do colega José Omar Pastoriza) após anos de bastante cobranças internas e externas decorrentes das inevitáveis comparações com o pai, pedido sarcasticamente pela torcida para voltar a jogar a cada erro que o filho cometia. Vicentito frequentemente ouvia que era "um grande jogador, mas que não parecia o pai", de quem não deixava de receber críticas também. A biógrafa de ambos chegou a expor que El Capotito precisava enfrentar não apenas o adversário, mas também o próprio nome. Apesar desse desgaste psicológico, em 2022 o filho declararia que nascera para ser jogador e que era orgulhoso o suficiente para manter a carreira em meio às críticas, ainda que admitisse que nunca pudera terminar de se firmar plenamente após a lesão na final da Libertadores de 1965.
Ao todo, considerando partidas internacionais e amistosos, foram 113 jogos e onze gols marcados por Vicentito no Independiente. Seguiu carreira no México e posteriormente, passou pelo Chile. Parou de jogar no Argentino de Quilmes, em 1978. Após Vicentito falecer em 21 de novembro de 2024, o Independiente despediu-se com a mensagem: "filho de uma linhagem de campões. Puro sangue vermelho nas veias. Várias vezes campeão com o Independiente em quase uma década no clube. Hoje nos deixou Vicente de la Mata (filho). Enviamos nossas condolências e uma grande saudação a seus entes queridos. Que em paz descanse". Em semana considerada "trágica", a torcida já vinha em luto pelo falecimento do ex-zagueiro Hugo Villaverde (terceiro jogador com mais jogos pelo clube) quatro dias antes. Ambos foram homenageados juntos no minuto de silêncio que precedeu partida com o Gimnasia y Esgrima La Plata ocorrida no próprio dia de 21 de novembro.

## Seleção
De la Mata, ao estrear em 1965 pela Seleção Argentina, tornou-se o primeiro filho de um ex-jogador da seleção a ser igualmente aproveitado por ela. Por décadas, ele e seu pai foram o único caso, até Juan Sebastián Verón estrear em 1996 tal qual Juan Ramón Verón havia feito no final da década de 1960.
Duas das partidas de De la Mata filho foram válidas pelas eliminatórias da Copa do Mundo FIFA de 1966, nas quais o treinador da Argentina foi José María Minella, que deixou o cargo ainda em 1965 por desavenças com dirigentes da AFA. Já vista como desorganizada na época, ela também não conseguiu reter o substituto inicial de Minella, que foi Osvaldo Zubeldía, que preferiu desligar-se após uma única partida.
A poucas semanas da própria Copa do Mundo de 1966, a AFA então recontratou o treinador que havia dirigido a seleção na Copa anterior, Juan Carlos Lorenzo, que optou por alterar muitos dos jogadores da equipe-base de 1965 ao longo de uma preparação conturbada, a incluir um amistoso sob infra-estrutura precária na Dinamarca. De la Mata foi incluído na pré-convocação de 25 jogadores, sendo um dos últimos nomes cortados por Lorenzo, ainda que na lista final o novo treinador desse chances a quem tinha ainda menos partidas do que Vicentito pela seleção. Contra Vicentito, teria pesado também a sequência de lesões que já lhe afetavam; em 2022, assumira que ainda não estava plenamente recuperado da que sofrera na final da Copa Libertadores da América de 1965.
Assim como o pai, que tivera o pico de sua carreira em meio à Segunda Guerra Mundial, De la Mata filho acabou não disputando uma Copa do Mundo. A tabela abaixo resume as aparições dele pela Argentina:
| #     | Data                | Competição                                  | Local                              | Adversário            | Placar | Gols(s) |
| ----- | ------------------- | ------------------------------------------- | ---------------------------------- | --------------------- | ------ | ------- |
| 1     | 14 de julho de 1965 | Copa Carlos Dittborn Pinto                  | Monumental de Núñez (Buenos Aires) | Chile                 | 1–0    | 0       |
| 2     | 21 de julho de 1965 | Copa Carlos Dittborn Pinto                  | Nacional do Chile (Santiago)       | Chile                 | 1–1    | 0       |
| 3     | 1 de agosto de 1965 | Eliminatórias da Copa do Mundo FIFA de 1966 | Monumental de Núñez (Buenos Aires) | Paraguai              | 3–0    | 0       |
| 4     | 8 de agosto de 1965 | Eliminatórias da Copa do Mundo FIFA de 1966 | Defensores del Chaco (Assunção)    | Paraguai              | 0–0    | 0       |
| 5     | 1 de junho de 1966  | Amistoso não-oficial                        | Gasómetro (Buenos Aires)           | Cagliari              | 2–0    | 0       |
| 6     | 11 de junho de 1966 | Amistoso                                    | Monumental de Núñez (Buenos Aires) | Polônia               | 1–1    | 0       |
| 7     | 17 de junho de 1966 | Amistoso não-oficial                        | Idrottsparken (Copenhague)         | Seleção de Copenhague | 2–0    | 0       |
| 8     | 22 de junho de 1966 | Amistoso                                    | Communale (Turim)                  | Itália                | 0–3    | 0       |
| Total | Total               | Total                                       | Total                              | Total                 | Total  | 0       |

## Títulos
Independiente
- Campeonato Argentino: 1963, Nacional 1967 e Metropolitano 1970
- Taça Libertadores da América: 1964 e 1965

Seleção Argentina
- Copa Carlos Dittborn Pinto: 1965